# SolUTra

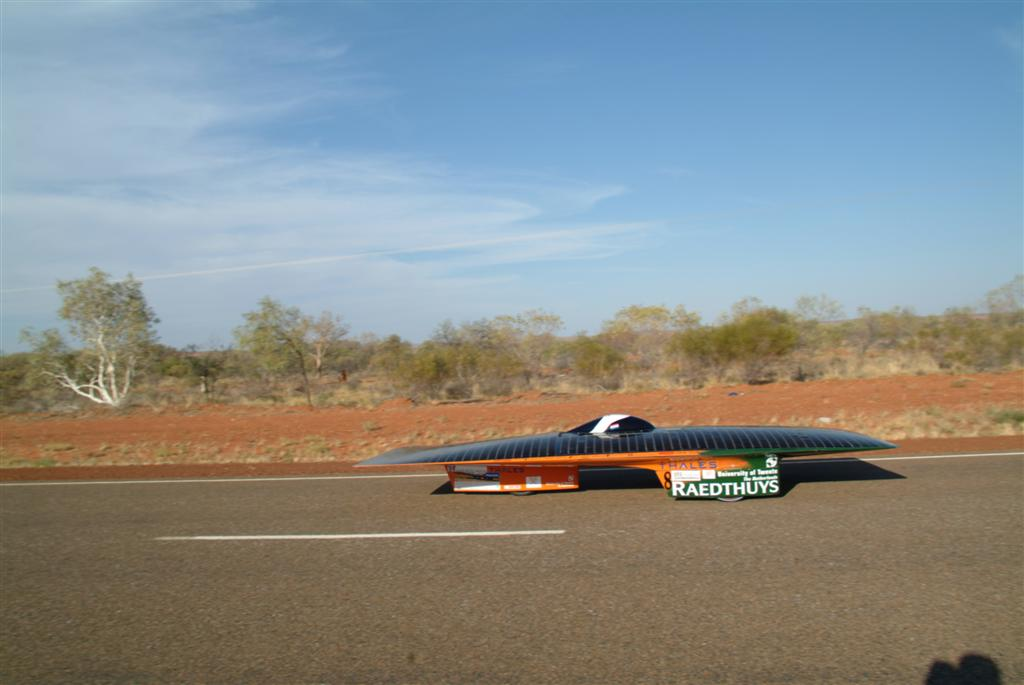
オーストラリアで走るSolUTra

SolUTraはトゥウェンテ大学とSaxion大学の学生によるソーラーチーム・トゥウェンテによって開発された最初のソーラーカーである。2005年の第8回ワールド・ソーラー・チャレンジで9位だった。そのレースでは同様にオランダから出場したNuna3が優勝した。
このソーラーカーは1kmの国際自動車連盟（FIA）の世界記録を保持している。この記録は2005年8月28日にオランダのエンスヘデのGronausestraatで樹立された。

## SolUTraの技術
SolUTraの特徴は繊維強化モノコックで出来たシャシーと空力特性優れたにボディが一体化されている事である。これにより骨組みと外殻は一体化されている。部材の素材は繊維強化プラスチックが使用されており、強靭で軽量である。

## 空力設計の最適化
2005年のワールドソーラーチャレンジでは着座姿勢は規定されておらず車両の空力が最適になる仰向けに寝た状態で着座した。
回転切削車輪はトゥウェンテの独創的なものである。これはホイールキャップも含む事により、走行時の空気抵抗を大幅に減らす効果がある。

## サスペンション
サスペンションはダブルウィッシュボーンを原型として設計された。実際には2つの三角形の構造体が車輪を挟む形で重なる構造である。緩衝器は右側に配置され二つの三角形がジョイントでつながっている。
後部のサスペンションは薄いアルミニウムの板金と切削加工されたアルミニウム製から構成される。

## 電気設計
ソーラーカーの最も本質的な設計はもちろん太陽電池パネルである。最大出力点追尾装置で最適化された電圧、電流で太陽光変換効率を高める。
電流と電圧は理論的な出力曲線に沿って供給される。更に電圧制御の付いているモーター制御装置を使用する。エネルギー保存の為にリチウムイオン蓄電池を使用する。

## 仕様
| 寸法                    | 全長: 5,00m - 全幅: 1,80m - 全高: 0,80m |
| 重量 (ドライバー含まず) | 210 kg                                  |
| 車輪                    | 前輪 2,後輪 1                           |
| 速度                    | 最大速度: 125km/h - 巡航速度: 85 km/h   |
| 太陽電池の面積          | 9 m2 ヒ化ガリウム変換効率 24,5%         |
| 空気抵抗                | 0,08 Cw                                 |
| 蓄電池容量              | 5.5kWh                                  |

## 関連
- ソーラー チーム トゥウェンテ（オランダ語版）
- Twente One は2007年にトゥウェンテ大学とSaxion大学との16人の新しいチームのソーラーカーで後継機である｡
- 21Revolution（オランダ語版） 2009年度
- 21Connect（オランダ語版） 2011年度
- The RED Engine（オランダ語版） 2013年度
- Nuna4はオランダのソーラーカーで2007年度のワールドソーラーチャレンジで優勝した。